# Kazunori Yoshimoto
Kazunori Yoshimoto (født 24. april 1988) er en japansk fodboldspiller, som spiller for den japanske fodboldklub Avispa Fukuoka.